# Kyoto Animation

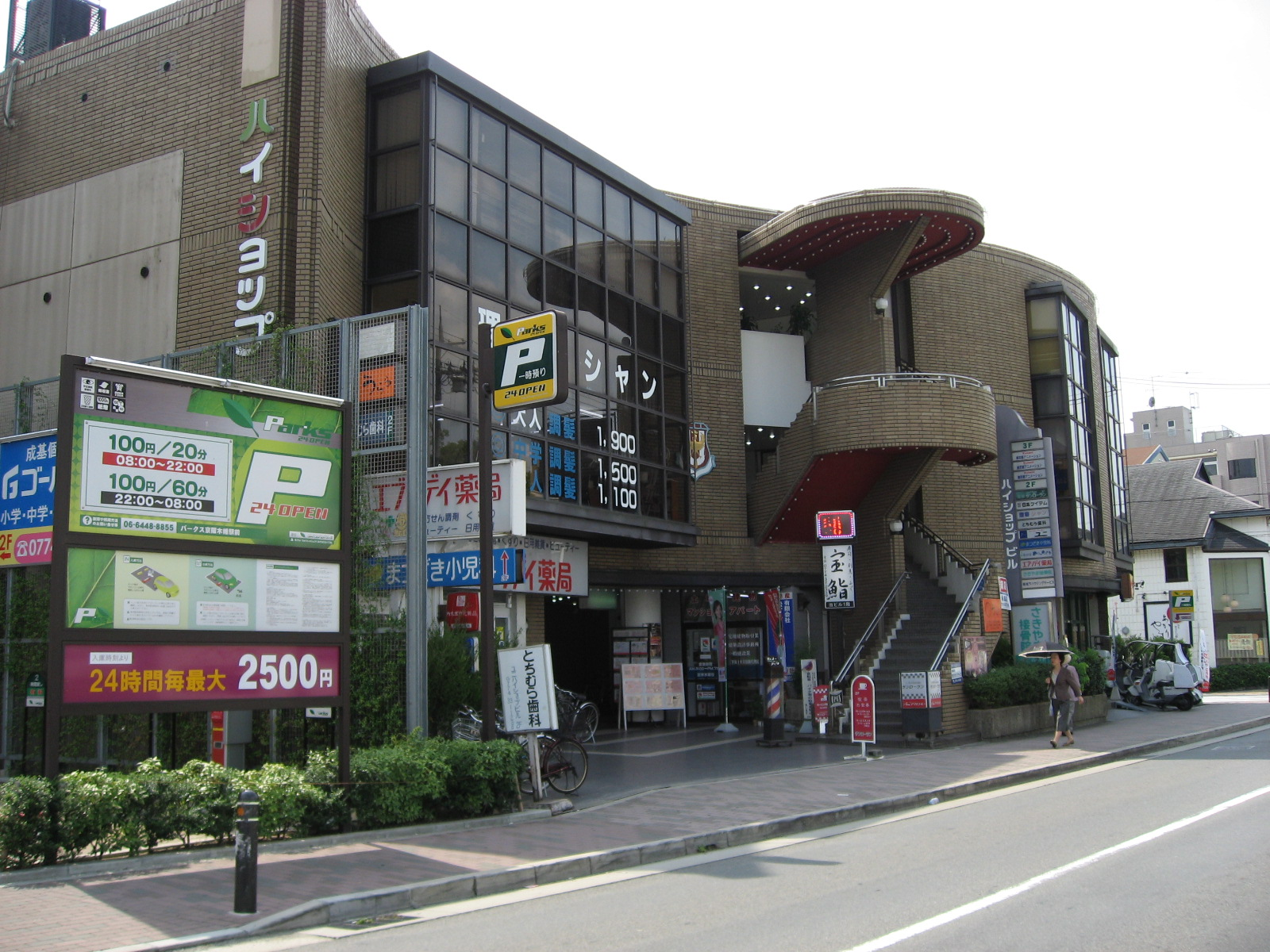
Studio 2

Kyoto Animation (京都アニメーション Kyōto Animēshon?), ofta förkortat Kyoani (京アニ?), är en japansk animationsstudio. Den grundades 1981 och är baserad i Uji, Kyoto i Japan.

## Historia
Kyoto Animation grundades av det äkta paret Yoko och Hideaki Hatta. Yoko Hatta hade tidigare arbetat på animationsstudion Mushi Production, men hon hade lämnat studion när hon flyttade till Kyoto för att gifta sig. Hideaki blev studions vd och Yoko dess vice vd. Logotypen är baserad på kanjitecknet kyō (京) som i Kyoto.
Sedan 2009 arrangeras Kyoto Animation Award där priser delas ut till originalromaner och -manga. Vinnarna belönas med publicering och chansen att bli animerade.
18 juli 2019 utsattes Kyoto Animations studio 1 för ett brandattentat. En man hällde ut bensin i huset och de två övre våningarna övertändes. Åtminstone 35 personer omkom och 33 skadades. Mannen greps och har erkänt mordbrand men motivet är okänt.

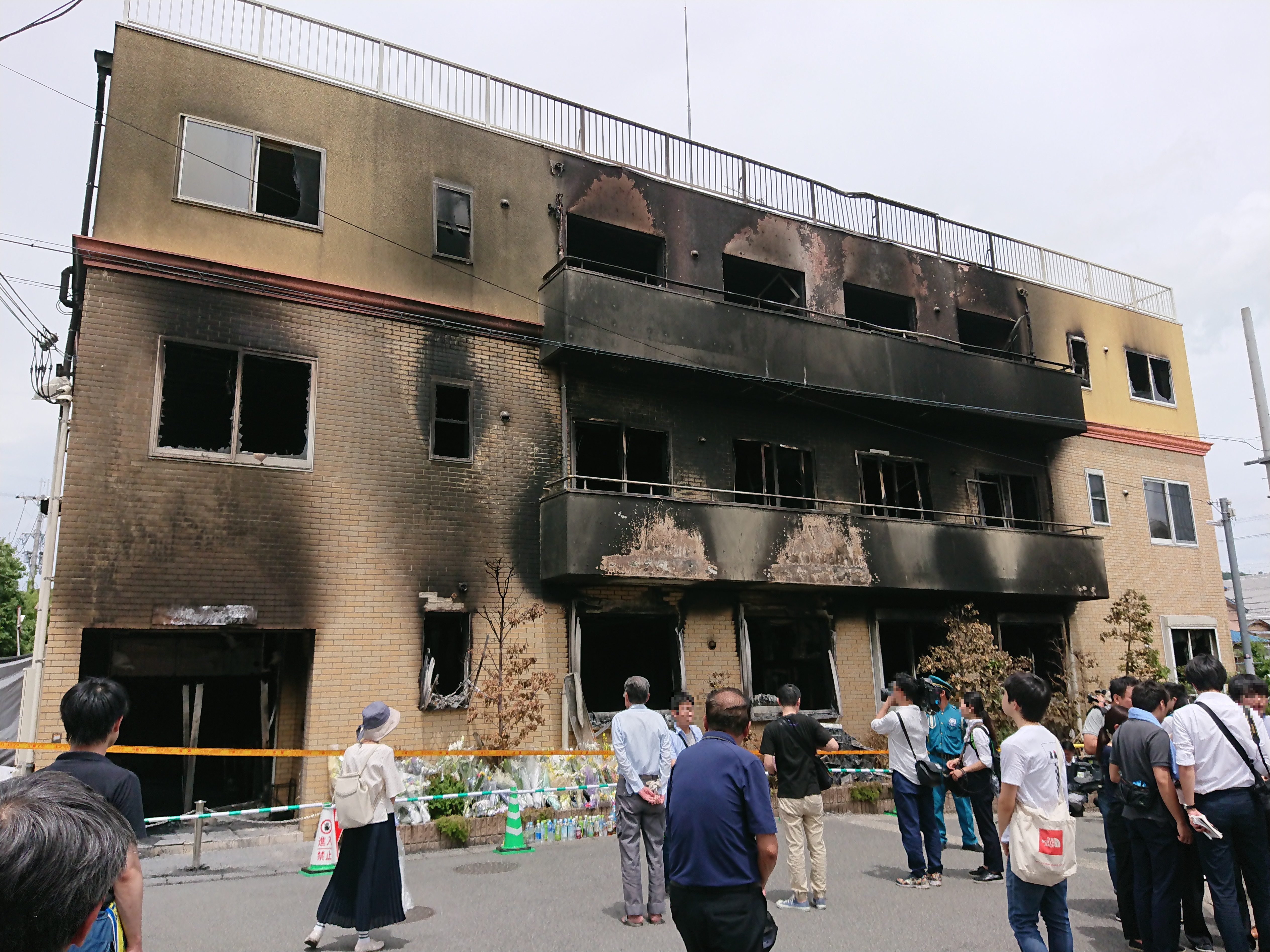
Huvudkontoret (se bilden i faktarutan) efter branden 2019.

## Produktioner

### TV-serier
| Titel                                          | Originalvisning                                      | Avsnitt         | Noteringar                                                                          |
| ---------------------------------------------- | ---------------------------------------------------- | --------------- | ----------------------------------------------------------------------------------- |
| Full Metal Panic? Fumoffu                      | 26 augusti–18 november 2003                          | 12              | Bearbetning av Full Metal Panic, och uppföljare till Gonzos tidigare animeadaption. |
| Air                                            | 6 januari–31 mars 2005                               | 13 (+2 OVA)     | Bearbetning av datorspelet med samma namn.                                          |
| Full Metal Panic! The Second Raid              | 13 juli–19 oktober 2005                              | 13 (+1 OVA)     | Bearbetning av Full Metal Panic.                                                    |
| The Melancholy of Haruhi Suzumiya              | 2 april–2 juli 2006 (S1) 3 april–9 oktober 2009 (S2) | 14 (S1) 14 (S2) | Bearbetning av light novel-serien med samma namn.                                   |
| Kanon                                          | 5 oktober 2006–15 mars 2007                          | 24              | Bearbetning av datorspelet med samma namn.                                          |
| Lucky Star                                     | 8 april–15 mars 2007                                 | 24 (+1 OVA)     | Bearbetning av manga-serien med samma namn.                                         |
| Clannad                                        | 4 oktober 2007–27 mars 2008                          | 23 (+1 OVA)     | Bearbetning av datorspelet med samma namn.                                          |
| Clannad After Story                            | 3 oktober 2008–26 mars 2009                          | 24 (+1 OVA)     | Uppföljare till Clannad.                                                            |
| Sora o Miageru Shōjo no Hitomi ni Utsuru Sekai | 14 januari–11 mars 2009                              | 9               | TV-serie-version av OVA-serien Munto.                                               |
| K-On!                                          | 3 april–26 juni 2009                                 | 13 (+1 OVA)     | Bearbetning av manga-serien med samma namn.                                         |
| K-On!!                                         | 7 april–28 september 2010                            | 26 (+1 OVA)     | Säsong 2 av K-On!.                                                                  |
| Nichijou                                       | 3 april–25 september 2011                            | 26 (+1 OVA)     | Bearbetning av manga-serien med samma namn.                                         |
| Hyouka                                         | 22 april–16 september 2012                           | 22 (+1 OVA)     | Bearbetning av light novel-serien med samma namn.                                   |
| Chūnibyō demo Koi ga Shitai!                   | 4 oktober–19 december 2012                           | 12 (+1 OVA)     | Bearbetning av romanen med samma namn.                                              |
| Tamako Market                                  | 10 januari–28 mars 2013                              | 12              |                                                                                     |
| Free!                                          | 4 juli–25 september 2013                             | 12              | Bearbetning av romanen High Speed!.                                                 |
| Kyōkai no Kanata                               | 2 oktober–18 december 2013                           | 12 (+1 OVA)     | Bearbetning av light novel-serien med samma namn.                                   |
| Chūnibyō demo Koi ga Shitai! Ren               | 8 januari–27 mars 2014                               | 12              | Uppföljare till Chūnibyō demo Koi ga Shitai!.                                       |
| Free! Eternal Summer                           | 2 juli–24 september 2014                             | 13              | Uppföljare till Free!.                                                              |
| Amagi Brilliant Park                           | 6 oktober–25 december 2014                           | 13 (+1 OVA)     | Bearbetning av light novel-serien med samma namn.                                   |
| Sound! Euphonium                               | 7 april 2015–30 juni 2015                            | 13              | Bearbetning av bokserien med samma namn.                                            |
| Myriad Colors Phantom World                    | 7 januari 2016-31 mars 2016                          | 13              | Bearbetning av romanen med samma namn.                                              |
| Violet Evergarden                              | 11 januari 2018-8 april 2018                         | 13              |                                                                                     |

### Långfilmer
| Titel                                                        | Premiär           | Noteringar                                                                                                |
| ------------------------------------------------------------ | ----------------- | --- |
| Tenjōbito to Akutobito Saigo no Tatakai                      | 18 april 2009     | Långfilmsversion av TV-serien Sora o Miageru Shōjo no Hitomi ni Utsuru Sekai.                             |
| The Disappearance of Haruhi Suzumiya                         | 6 februari 2010   | Filmatisering av romanen med samma namn, och uppföljare till TV-serien The Melancholy of Haruhi Suzumiya. |
| K-On!                                                        | 3 december 2011   | Uppföljare till TV-serien med samma namn.                                                                 |
| Takanashi Rikka Kai: Gekijō-ban Chūnibyō Demo Koi ga Shitai! | 14 september 2013 | Sammanfattning av Chūnibyō demo Koi ga Shitai!:s första säsong.                                           |
| Tamako Market                                                | 26 april 2014     | Uppföljare till TV-serien med samma namn                                                                  |
| Kyōkai no Kanata                                             | 2015              | Filmversion av TV-serien med samma namn.                                                                  |
| Koe no katachi                                               | 17 september 2016 | Adaption av manga-serien med samma namn.                                                                  |

### Original video animations
Notera att följande inte inkluderar OVA:er som är en del av en TV-serie; de listas istället tillsammans med respektive TV-serie ovan.
| Titel                       | Premiär       |
| --------------------------- | ------------- |
| Munto                       | 18 mars 2003  |
| Munto: Toki no Kabe o Koete | 23 april 2005 |

### Original net animations
| Titel                                  | Originalvisning               | Noteringar                                                         |
| -------------------------------------- | ----------------------------- | ------------------------------------------------------------------ |
| The Melancholy of Haruhi-chan Suzumiya | 14 februari–15 maj 2009       | Adaption av en manga baserad på The Melancholy of Haruhi Suzumiya. |
| Nyorōn Churuya-san                     | 14 februari–15 maj 2009       | Adaption av en manga baserad på The Melancholy of Haruhi Suzumiya. |
| Chūnibyō demo Koi ga Shitai! Lite      | 27 september–1 november 2012  |                                                                    |
| Kyōkai no Kanata Idol Saiban!          | 8 november–16 december 2013   |                                                                    |
| Chūnibyō demo Koi ga Shitai! Ren Lite  | 26 december 2013–16 mars 2014 | Uppföljare till Chūnibyō demo Koi ga Shitai! Lite.                 |